# Супутникова градієнтометрія
Супутникова градієнтометрія є одним з методів космічної геодезії. Основна проблема супутникової градієнтометрії полягає в підвищенні точності вимірювань. Це викликано тим, що супутники знаходяться на великій відстані від Землі, де складно відчути різницю сили тяжіння. Для обчислення різниці сили тяжіння використовується два супутника, що летять паралельно. Така система називається супутник-супутник.

## Загальні відомості
Наявність всесвітнього тяжіння призводить до уявлення про гравітаційне поле (як особливої форми матерії), в межах якого на кожне тіло діє сила, прямо пропорційна масі цього тіла. Гравітаційне поле являє собою різновид силового поля: на частинки, поміщені в кожній точці такого поля, діють сили, прямо пропорційні конкретній фізичній властивості цих частинок — масі.

Земля також оточена гравітаційним полем (або полем тяжіння), в якому на тіло діють сили, пропорційні їх масам. Для характеристики величини й напрямку силового поля тяжіння в конкретній точці поля вводять векторну величину, звану напруженістю і яка визначається відношенням сили, яка випробовується масою, вміщеній в дану точку поля, до цієї маси. Глобальні моделі гравітаційного поля потрібні при вирішенні задач для великих регіонів земної поверхні (визначення орбіт штучних супутників Землі, обробка вимірювань з інерційними геодезичними системами, створення геофізичних і геодинамічних моделей), а також є моделями належності для надання місцевих полів. Глобальні моделі засновані на розкладанні в ряд по кульовим функцій обурюваного потенціалу Т або аномалій Δg. Через нерівномірне розташування пунктів з відомими аномаліями сили тяжіння, а також оскільки є глобальні дані іншого роду, при створенні моделей воліють комбіновані рішення. При цьому у своєму розпорядженні наступними вихідними даними:
- результатами спостережень штучних супутників Землі;
- середніми аномаліями у вільному повітрі в трапеції 1˚ 1˚;
- середніми одноградусними альтиметричними висотами геоїда для Світового океану.

Коефіцієнти гармоній можна визначати з обробки цих даних за методом найменших квадратів або інтеграцією їх по поверхні Землі. При обробці за методом найменших квадратів гармонійні коефіцієнти отримують по рівняннях зв'язку через величини Δg і T, а також з результатів супутникових спостережень. За методом інтегрування гармонійні коефіцієнти визначають інтегруванням гравітаційних аномалій по поверхні Землі. Обсяг обчислень виявляється менше, ніж при зрівнянні. Однак в цьому випадку необхідні однорідні дані, рівномірно розподілені по всій поверхні Землі. Тому виникає необхідність у попередній обробці інформації, що полягає в трансформації гравітаційного поля (по альтиметричній висоті геоїда отримують аномалії сили тяжіння) і інтерполяції. Таким чином, глобальні моделі гравітаційного поля дозволяють отримувати аномалії висоти або висоти геоїда з точністю, достатньою для багатьох цілей. Помилка ж визначення ухилення схилу для геодезичних додатків занадто велика. Аналіз помилок, викликаних неповнотою даних, показує, що помітного підвищення точності можна очікувати лише при використанні масивів даних з більш високою роздільною здатністю.

## Концепції вимірювання

Логотип проекту GOCE

Методи вивчення поля сили тяжіння за допомогою супутників. Зі сказаного вище потреба в точному визначенні гравітаційного поля Землі стає очевидною. Розглянемо три різні концепції вимірювання, що призводять до трьох різних методів вивчення поля сили тяжіння за допомогою супутників:
- система супутник — супутник (англ. satellite - to - satellite tracking, SST) з яких, і один — високий, інший — низький, реалізована в проекті CHAMP (Challenging Minisatellite Payload);
- система супутник — супутник, в якій обидва супутника низькі, реалізована в проект GRACE (Gravity Recovery and Climate Experiment);
- супутникова градієнтометрія, що реалізується в проекті GOCE (Gravity Field and Steady State Ocean Circulation Explorer);

## Предмет градієнтометрії й методи
Предмет градієнтометрії — це визначення других похідних потенціалу сили тяжіння і застосування їх[джерело?]:
1. Для обчислення сили тяжіння в довільній точці Землі.
2. Для визначення самого потенціалу сили тяжіння Землі.
3. Для навігації.

### Методи супутникової градієнтометрії
У супутниковій градієнтометрії розрізняють два методи[джерело?]:
1. Диференціальний по використанню градієнтометра, так як відстань між масами зневажливо мала в порівнянні з відстанню до землі;
2. Різницевий — застосовуваний в системі «супутник-супутник». Відстань між супутниками сотні км, що візуально підвищує точність сили тяжіння.

Метою супутникової градіентометрії є визначення градієнтів сили тяжіння або других похідних потенціалів. Відмінність в тому, що градієнтометри встановлені на борту супутника. При цьому можливі наступні варіанти:
- градієнтометри на борту супутника;
- градієнтометри в підвішеному стані на борту космічної станції.

В основному існують проекти на борту штучних супутників Землі. При цьому можливий такий випадок:
- супутник з градієнтометром на орбіті;
- два супутника на орбіті;
- два супутника на різних орбітах.

Найбільш ефективним є випадок з двома супутниками на різних орбітах[джерело?]. Оскільки вони розташовані на відстані ≈100 км, то ясно, що відліки будуть різні. Чутливий як до великої так і до малої хвиль геоїда. У способі з одним супутником і в способі з двома супутниками на одній орбіті здійснюється чутливість тільки до коротких хвиль геоїда. А з варіометром на одному супутнику чутливість до мікрохвиль. Недоліки супутникових методів, особливо із супутником на одній орбіті, є слабка чутливість варіометра[джерело?]. У разі супутникової градієнтометрії вимірюються різниці тривимірного прискорення, що відносяться до дуже короткому базису. Градієнту прискорення відповідає градієнт-компонент сили тяжіння. Градієнт — міра зміни фізичної величини в просторі на одиницю довжини (відстані) в тому напрямку, в якому вона убуває найшвидше. Математично це виражається другими похідними гравітаційного потенціалу. Супутникова градієнтометрія є вимір різниць прискорення в трьох просторових взаємно ортогональних напрямках шістьма акселерометрами (по два на кожній з трьох осей), встановленими на одному і тому ж супутнику. Іншими словами, виміряний сигнал є різниця гравітаційного прискорення супутника, де гравітаційний сигнал є результатом тяжіння масами Землі.

## Проекти градієнтометрії
Існують наступні проекти супутникової градіентометрії: GRACE (2002), GOCE (2009), CHAMP (2002). У цих проектах за допомогою GPS визначаються координати супутника X, Y, Z градієнтометр, а самі градієнтометри безперервно через 0,001 сек з допомогою акселерометрів вимірюють силу тяжіння. Метод дозволяє отримати дані про такі особливості в будові гравітаційного поля Землі, які не піддаються виявленню традиційними методами.
Таким чином, супутникова градієнтометрія є один з методів космічної геодезії. Суть даного методу полягає в наступному: на ШСЗ встановлюються спеціальні прилади — градієнтометри. Вони дозволяють виміряти градієнт сили тяжіння, тобто першу похідну від неї. Або другу похідну від гравітаційного потенціалу Землі.
В 2011—2012 рр. NASA реалізувало програму GRAIL, що мала за основну мету вивчення Місяця з допомогою супутникової градієнтометрії. Два однотипні зонди GRAIL вивчали поверхню Місяця протягом року, дуже точно вимірюючи відстань одне між одним і відносну швидкість та прискорення.